# Nova Varoš
Nova Varoš, nastala u 16. stoljeću, nalazi se magistralnom putu Beograd – Bar, na nadmorskoj visini do 1000 m. Udaljena je od Beograda 280 km. Nad njom se izdiže planina Zlatar, dugačka 22 km i široka 12 km, s najvišim vrhom od 1627 metara. Općina Nova Varoš obuhvaća površinu od 584 km² na kojoj živi 19.982 stanovnika. 
U Kokinom Brodu, 11 kilometara sjeverno od Nove Varoši ka Zlatiboru, podignuta je velika brana (jedna od najvećih nasipnih brana u Europi) i tako je u dolini Uvca stvoreno Zlatarsko jezero (ili jezero Kokin Brod), dugačko 30 kilometara, s akumulacijom od preko 400 milijuna kubnih metara vode. Struju proizvode hidrocentrale "Uvac", "Kokin Brod", "Bistrica" i "Potpeć", tako da "Limske hidroelektrane", proizvedu godišnje oko 800 milijuna kilovatsati električne energije. U općini posluje oko 100 poduzeća i 450 trgovina, a zaposleno je 5500 stanovnika. Poljoprivredu karakterizira razvijeno stočarstvo, proizvodnja mliječnih proizvoda, od kojih je najpoznatiji čuveni zlatarski sir. Značajni poljoprivredni potencijali postoje u razvoju voćarstva, pčelarstva i otkupu i preradi šumskih plodova. Poljoprivrednu površinu čini 57,10 % ukupne površine općine, a šumskom zemljištu pripada 33,85%. Dosta pažnje poklanja se razvoju zdravstvenog i komercijalnog turizma za koji postoje dobri preduvjeti, koji se ogledaju u ljepotama i drugim prirodnim vrijednostima planine Zlatar i akumulacijskih jezera. Jedna od izuzetnih prirodnih rijetkosti je bjeloglavi sup, čije je stanište u kanjonu rijeke Uvac.

## Vanjske poveznice
- Nova Varoš